# St Peter’s College (Cardross)

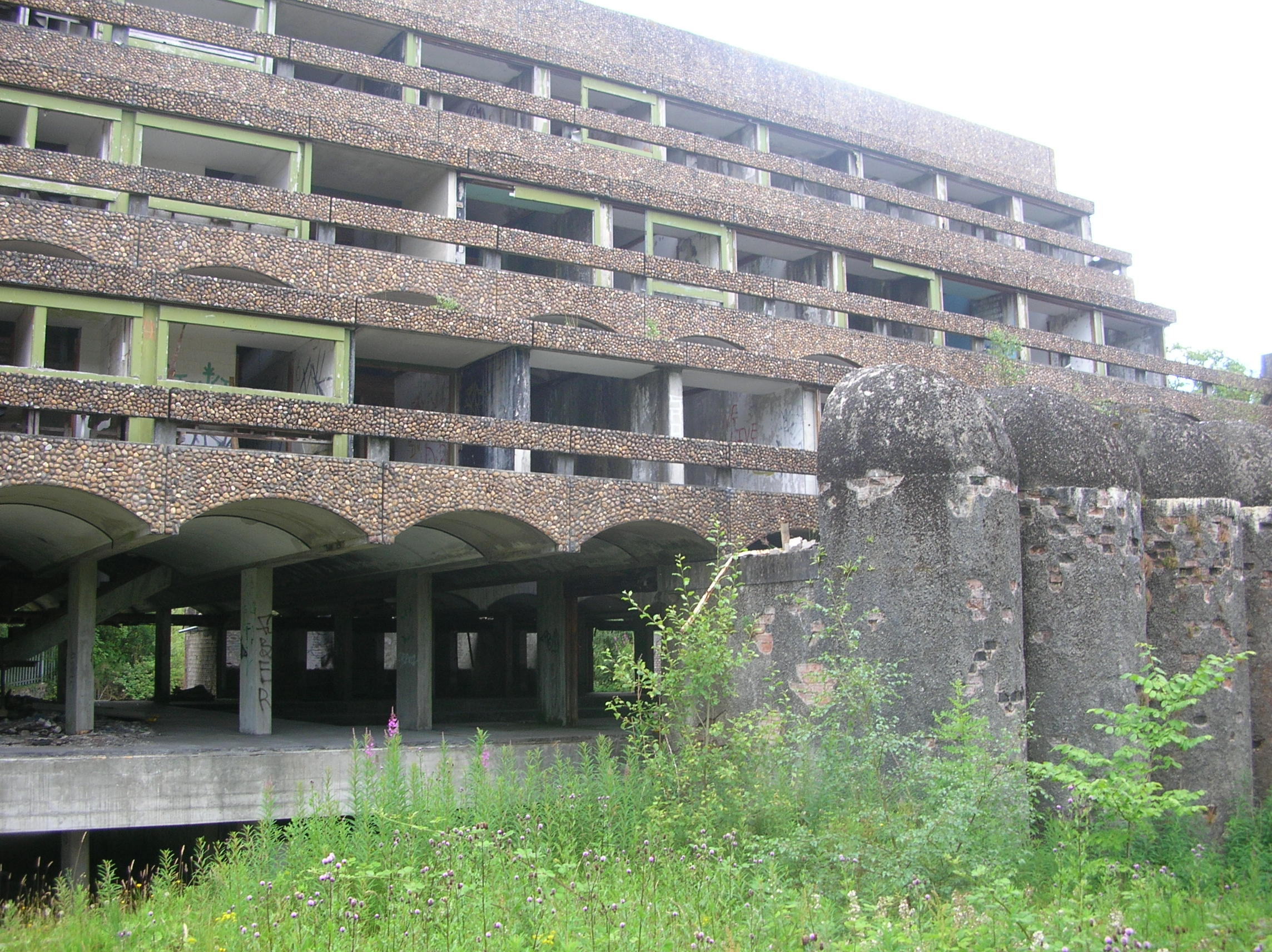
Wohnbereich des St Peter’s College, 2005

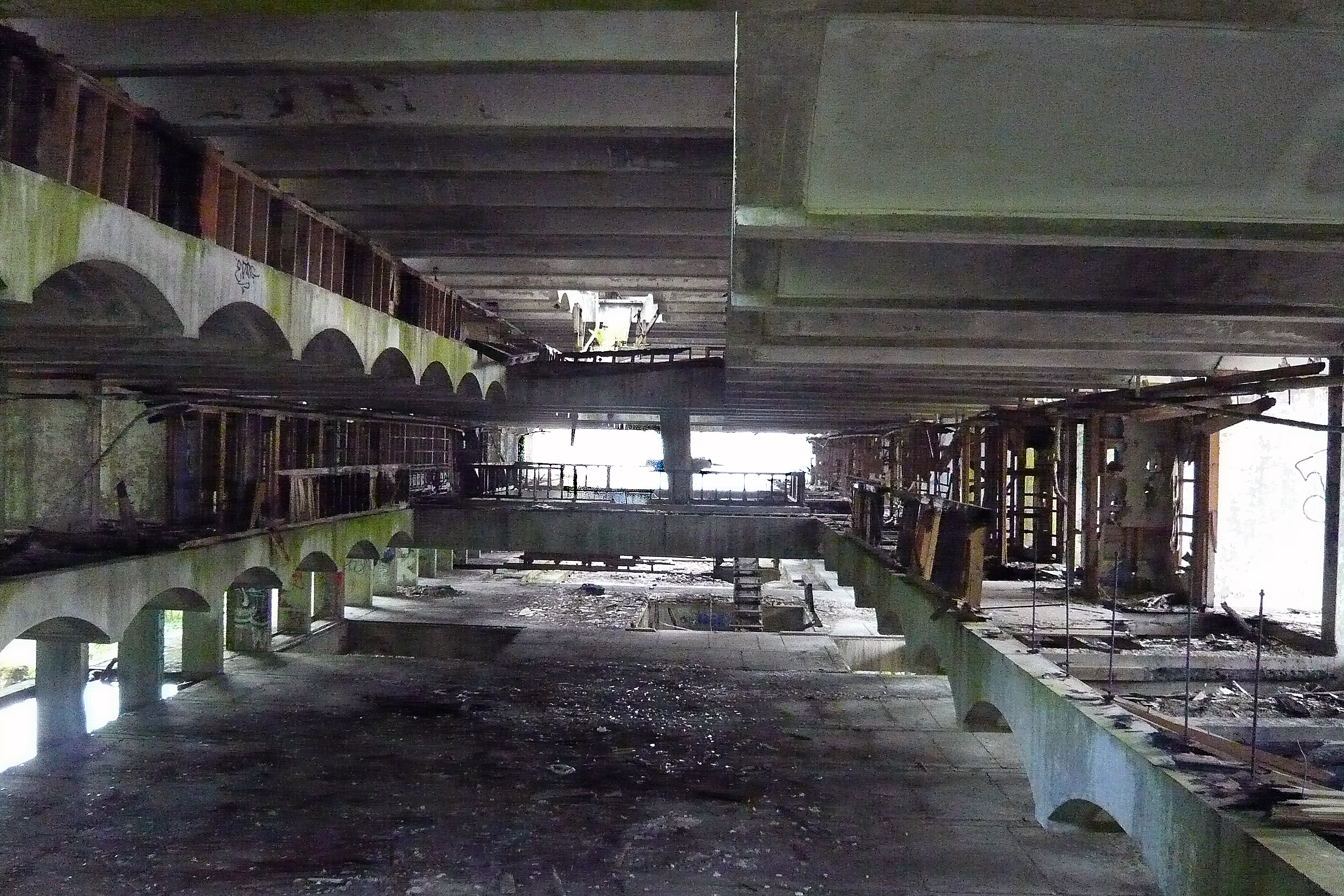
Innenbereich

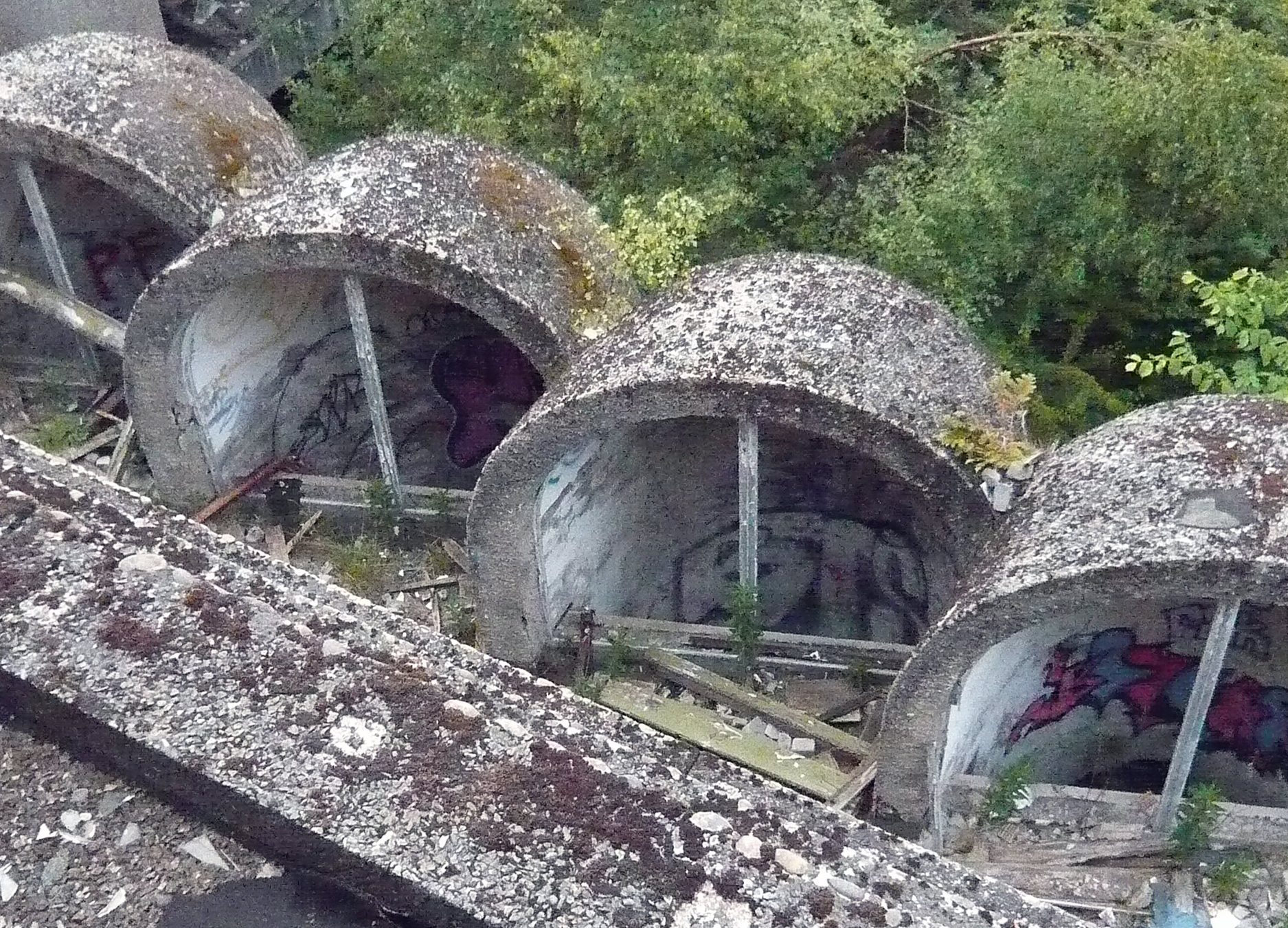
Blick auf die Gebetsbereiche

Das St Peter’s College, auch St Peter’s Seminary, ist ein ehemaliges römisch-katholisches Priesterseminar nahe der schottischen Stadt Cardross. Es befindet sich wenige hundert Meter nordöstlich der Stadt in einem kleinen Wäldchen. 1992 wurde das St Peter’s College in die schottischen Denkmallisten in der höchsten Kategorie A aufgenommen.
Für die Planung des Gebäudes war das Architekturbüro Gillespie, Kidd & Coia verantwortlich. Insbesondere waren die Architekten Isi Metzstein und Andy MacMillan in das Projekt involviert. Architektonisch weist das Seminar Merkmale der Moderne und des Brutalismus auf und lehnt sich an die Gestaltung des Klosters Sainte-Marie de la Tourette von Le Corbusier an. Nach Fertigstellung galt es als eines der modernsten Gebäude und wurde 1967 mit dem begehrten Architekturpreis des Royal Institute of British Architects ausgezeichnet.

## Geschichte
Der eingereichte Entwurf zur Errichtung des neuen Priesterseminars wurde 1958 angenommen und der Bau schließlich 1961 begonnen. Im Jahre 1966 war das Gebäude fertiggestellt und der Seminarbetrieb wurde aufgenommen. Nach nur zwölfjähriger Nutzungsdauer wurde das St Peter’s College 1978 wieder geschlossen und stand in der Folge leer. Teile der umliegenden Ländereien wurden an einen Golf-Club verkauft, der eine Golfanlage zwischen Cardross und dem Priesterseminar einrichtete. Versuche, die Gebäude als Hotel oder Polizeischule weiterzunutzen scheiterten in den folgenden Jahren. Auf Grund von Naturschutzauflagen wurde auch der Bau weiterer Gebäude zur Erweiterung der Anlage für eine Weiternutzung untersagt. Im zugehörigen Kilmahew House war zwischenzeitlich eine Drogenentzugseinrichtung untergebracht, welche jedoch auch bald wieder geschlossen wurde. 1990 wurde seitens der Erzdiözese Glasgow ein Antrag auf Abriss der Gebäude gestellt, welchem nicht entsprochen wurde. Zu diesem Zeitpunkt befand sich das St Peter’s College bereits in einem ruinösen Zustand. Wasser war in die Gebäude eingedrungen und hölzerne Einbauten zeigten sich schimmelüberzogen.
Ab dem Jahre 1992 wurde über Vandalismus in der Anlage berichtet, dem durch Einbau von Sicherheitszäunen Einhalt geboten werden sollte. Nach einer von der Erzdiözese Glasgow in Auftrag gegebenen Untersuchung lagen die Kosten für eine Renovierung der Gebäude zu diesem Zeitpunkt bei 5 Millionen £. Zahlreiche in den folgenden Jahren eingeleiteten Verhandlungen zur Rettung des Gebäudes verliefen fruchtlos. Im Mai 1994 wurde Kilmahew House in einem Brand zerstört, aus dem die Seminargebäude weitgehend unbeschadet hervorgingen. In der Folge wurde Kilmahew House 1995 abgerissen. 2005 wurde das St Peter’s College zum einflussreichsten Bauwerk der Moderne in Schottland gewählt, 2007 in die Liste der 100 gefährdetsten Bauwerke der Welt des World Monuments Fund aufgenommen. In den folgenden Jahren wurde mehrfach auf den ruinösen Zustand und den immer weiter fortschreitenden Verfall der Anlage hingewiesen. Alle Holz- und Glaseinbauten waren Berichten zufolge 2008 bereits zerstört. Nachdem die Verhandlungen zur Rettung der Gebäude sich zum Ende der 2000er Jahre schrittweise konkretisierten, verschlechterte sich der Zustand im Jahre 2009 infolge von Brandstiftung abermals. Hiervon war auch das Dach im Andachtsbereich betroffen, welches schließlich teilweise einbrach. 2011 kündigte eine gemeinnützige Organisation die Bereitstellung von 100.000 £ sowie die Sammlung weiterer 2 Millionen £ bis 2013 an. Im Jahre 2012 stellte Historic Scotland 500.000 £ bereit.